# Asseiceira (Tomar)
Pour les articles homonymes, voir Asseiceira.
 (août 2019).
Asseiceira est une freguesia portugaise située dans le district de Santarém.
Avec une superficie de 28,99 km2 et une population de 3 201 habitants (2001), la paroisse possède une densité de 110,4 hab/km2.